# بيلينسكي
بيلينسكي (بالروسية: Белинский) هي إحدى مدن روسيا في الكيان الفدرالي الروسي بانزا أوبلاست.